# Provinciale weg 349
De provinciale weg 349 (N349) loopt van Almelo naar Denekamp dwars door Twente in de provincie Overijssel. De N349 sluit aan op de A35 bij Almelo en op de N342 in Denekamp. Tevens kruist hij de N343 ter hoogte van Fleringen.
De weg is bijna overal uitgevoerd als tweestrooksweg. Enkel het wegvak tussen Almelo en de aansluiting met de A35 is uitgevoerd als vierstrooksweg. Buiten de bebouwde kom geldt een maximumsnelheid van 80 km/h. Op het gedeelte van de N349 dat onderdeel is van de Almelose Ring geldt een maximumsnelheid van 70 km/h.
In 2008 werd door de gemeente Tubbergen geopperd om bij de aansluiting van de N349 en de A35 de afslagborden te vervangen. Deze borden vermelden namelijk als bestemmingen Almelo-Zuid en Ootmarsum, terwijl Tubbergen dichter bij deze afslag is gelegen dan Ootmarsum.
In 2009 is de N349 ter hoogte van Tilligte heringericht. De rijbaanbreedte is teruggebracht van 9 naar 6,3 meter, waarbij de vrijgekomen ruimte is benut met parkeervakken en vrijliggende fietspaden.
Westelijk van Oostmarsum bereikt de weg een hoogte van bijna 70 meter boven NAP (nabij de Kuiperberg).

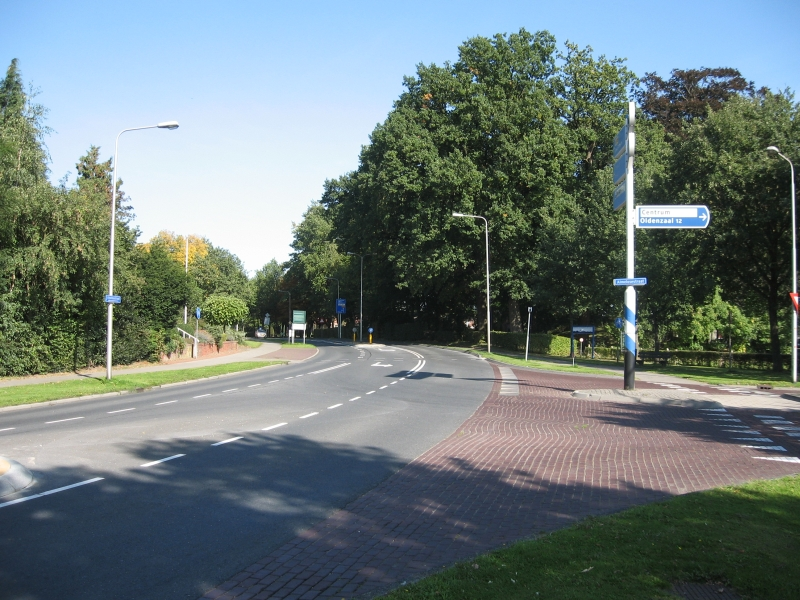
De N349 in Ootmarsum.

N23 · N34 · N224 · N225 · N229 · N233 · N271 · N301 · N302 · N303 · N304 · N305 · N306 · N307 · N308 · N309 · N310 · N311 · N312 · N313 · N314 · N315 · N316 · N317 · N318 · N319 · N320 · N322 · N323 · N324 · N325/A325 · N326/A326 · N327 · N329 · N330 · N331 · N332 · N333 · N334 · N335 · N336 · N337 · N338 · N339 · N340 · N341 · N342 · N343 · N344 · N345 · N346 · N347 · N348/A348 · N349 · N350 · N351 · N352 · N375 · N377

N418 · N701 · N702 · N703 · N704 · N705 · N706 · N707 · N708 · N709 · N710 · N711 · N712 · N713 · N714 · N715 · N716 · N717 · N718 · N719 · N720 · N727 · N731 · N732 · N733 · N734 · N735 · N736 · N737 · N738 · N739 · N740 · N741 · N742 · N743 · N744 · N745 · N746 · N747 · N748 · N749 · N750 · N751 · N752 · N753 · N754 · N755 · N756 · N757 · N758 · N759 · N760 · N761 · N762 · N763 · N764 · N765 · N766 · N768 · N781 · N782 · N783 · N784 · N785 · N786 · N787 · N788 · N789 · N790 · N791 · N792 · N793 · N794 · N795 · N796 · N797 · N798 · N800 · N801 · N802 · N803 · N804 · N805 · N806 · N810 · N811 · N812 · N813 · N814 · N815 · N816 · N817 · N818 · N819 · N820 · N821 · N822 · N823 · N824 · N825 · N826 · N827 · N830 · N831 · N832 · N833 · N834 · N835 · N836 · N837 · N838 · N839 · N840 · N841 · N842 · N843 · N844 · N845 · N846 · N847 · N848 · N852 · N855

Cursief vermelde wegen zijn voormalige provinciale wegen.